# 민벌레
민벌레는 민벌레목 (Zoraptera)에 속하는 곤충의 총칭이다. 작고 연약한 몸을 가졌으며 두 가지 형태를 띤다. 흰개미처럼 떨어뜨릴 수 있는 날개를 가진 유형(색이 짙고 겹눈과 홑눈 둘 다 있다.)과 날개가 없는 유형(하얗고 겹눈과 홑눈 둘 다 없다.)이 있다. 아홉 마디의 염주 모양 더듬이를 가진 것이 특징이다. 씹어먹는 데 적합한 구기를 가지고 있으며 대개 나무껍질 아래, 마른 목재 또는 식물 잔사에서 발견된다.

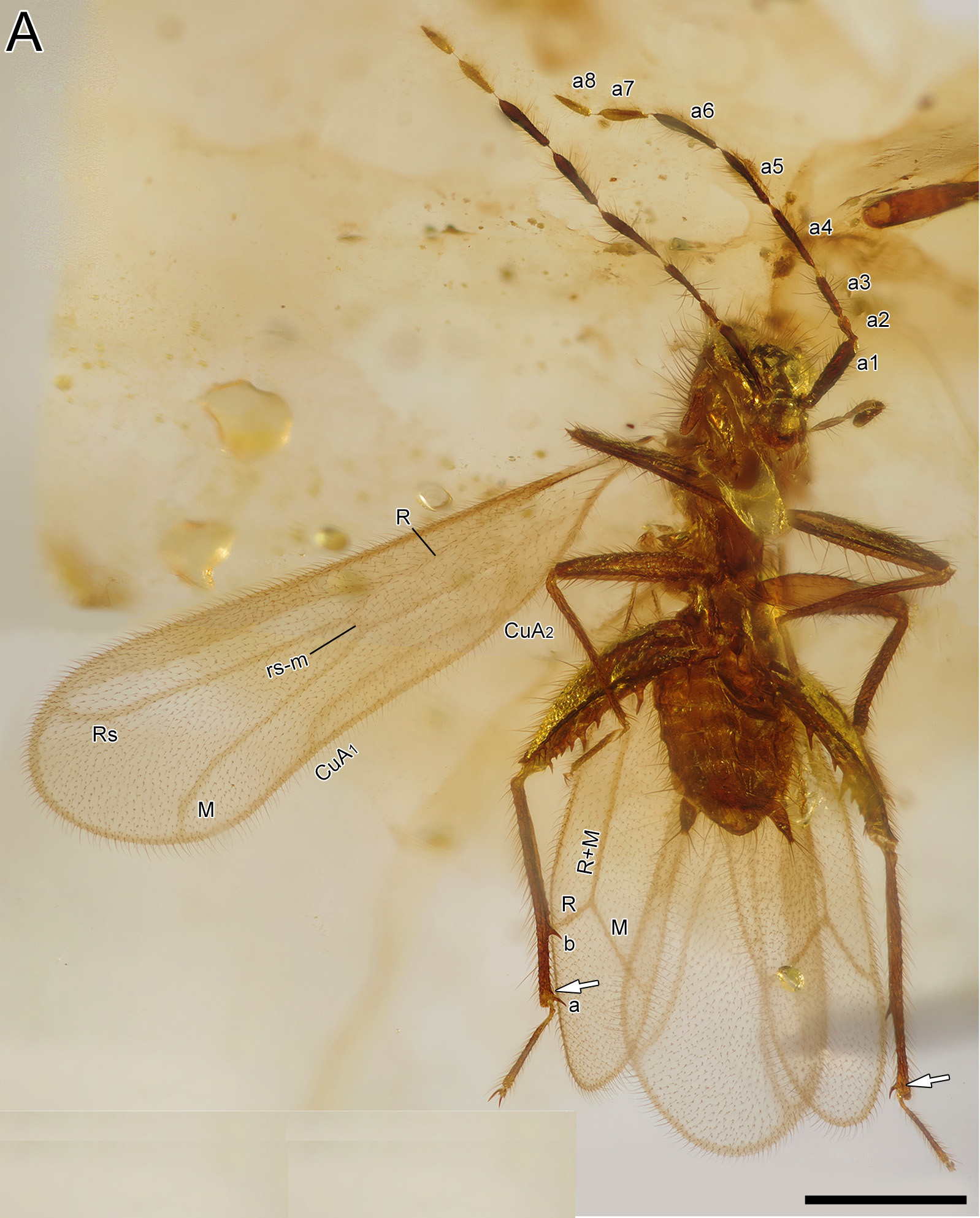
날개가 달린 Zorotypus hirsutus의 화석(백악기 후기 세노마눔절의 미얀마 호박석

## 학명의 어원
민벌레목의 학명(Zoraptera)은 1913년에 필리포 실베스트리(Filippo Silvestri)가 이름붙인 것이다. 그리스어 조르(zor)는 '순수하다'는 의미이며 압테라(aptera)는 '날개가 없다'는 뜻으로 한글학명 '민벌레'의 뜻도 이를 뜻한다. 하지만 이 학명은 잘못 명명되어 오해를 불러일으킬 수 있는데, 무시충 형태가 기재된 뒤 몇 년이 지나 유시충 형태가 발견되어 명백히 더는 들어맞지 않게 되었다.

## 특징

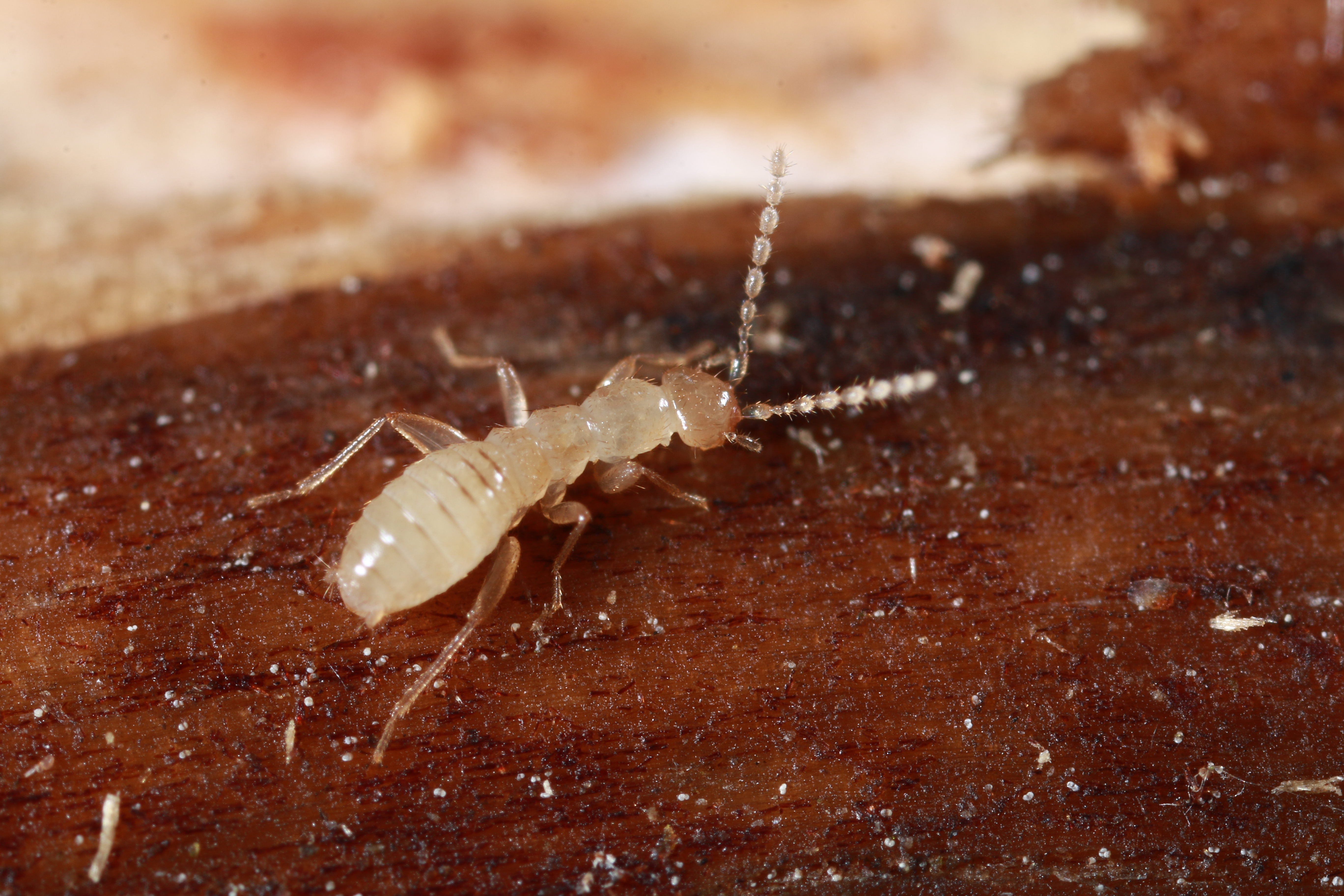
민벌레속

민벌레는 몸길이 3mm 또는 그 이하의 몸집이 작은 곤충으로, 외형적인 면이나 군서 습성을 가진 면에서 흰개미를 닮았다. 몸은 짧으며 외형이 부풀어 있다. 불완전변태 곤충이다. 물 수 있는 큰턱을 가지고 있으며 마디가 단 하나 밖에 없는 짧은 꼬리털을 지니고 있고, 더듬이는 아홉 마디로 짧다. 배는 11개로 마디 져 있다. 작은턱수염은 다섯 마디, 입술수염은 세 마디로, 멀어질수록 마디가 커진다. 말피기관이 6개이며 복부신경절은 두 개의 별개의 신경절 복합체로 합쳐져 있다. 약충은 성충을 닮아있다. 각각의 종마다 다형을 보여준다. 대부분의 개체들은 날개와 눈이 없으며 색소가 매우 적은 무시성 형태이다. 일부 암컷과 그보다 더 적은 수컷이 날개 기부에 끊음선이 있어 떨어뜨릴 수 있는 비교적 커다란 막질의 날개를 가진 유시충 형태를 보인다. 유시충은 겹눈과 홑눈도 있으며, 색소도 많이 가지고 있다. 이 다형성은 앞서 두 가지 형태의 약충에서 관찰된다. 날개폭은 최대 7mm로 날개를 자발적으로 떼어낼 수 있다. 이를 관찰해 보면, 날개는 노 모양이며 날개맥이 단순화되어 있다. 최상의 조건 아래에서는좋은 조건에서는 눈과 날개가 없는 형태가 우점을 차지하지만, 주변 환경이 너무 험해지면 눈과 날개가 달린 성충으로 성장하는 자손을 낳는다. 유시형 자손들은 더 많은 자원을 가진 지역으로 흩어져 새로운 군집을 세울 수 있다. 일단 한 번 정착하게 되면, 이후 미래 세대는 다시 눈과 날개가 없는 형태로 태어난다.

## 하위 분류
민벌레는 2과 4아과, 9속 51종으로 나뉘는데, 일부는 아직 기재되지 않았다. 2017년 즈음 11개의 절멸종이 밝혀졌으며, 이들 화석 종의 다수는 미얀마 호박석에서 발견된다.
- 민벌레과 (Zorotypidae) Silvestri, 1913
  - 민벌레아과 (Zorotypinae) Silvestri, 1913
    - 민벌레속 (Zorotypus) Silvestri, 1913 - 7종
    - 우사조로스속 (Usazoros)Kukalová-Peck & Peck, 1993 - 1종

  - 스페르모조로스아과 (Spermozorinae)  Kočárel, Horká & Kundrata, 2020
    - 스페르모조로스속 (Spermozoros) Kočárel, Horká & Kundrata, 2020 - 6종
- 스피랄리조로스과  Kočárel, Horká & Kundrata, 2020
  - 라티노조로스아과 Kočárel, Horká & Kundrata, 2020
    - 라티노조로스속 (Latinozoros) Kočárel, Horká & Kundrata, 1993 - 3종

  - 스피랄리조로스아과 (Spiralizorinae) Kočárel, Horká & Kundrata, 2020
    - 스피랄리조로스속 (Spiralizoros) Kočárek, Horká & Kundrata, 2020 — 12종
    - 켄트로조로스속(Centrozoros) Kukalova-Peck & Peck, 1993 (=Meridozoros Kukalova-Peck & Peck, 1993; Floridazoros Kukalova-Peck & Peck, 1993) — 8종
    - 코르데조로스속(Cordezoros) Kočárek, Horká & Kundrata, 2020 — 단일종
    - 스카풀리조로스속(Scapulizoros) Kočárek, Horká & Kundrata, 2020 — 단일종
    - 브라질로조로스속 (Brazilozoros) Kukalova-Peck & Peck, 1993 — 3종

### 분류 불명
다음의 9종은 민벌레목에서 incertae sedis으로 분류되어 있다:
- Zorotypus congensis van Ryn Tournel, 1971 – 콩고민주공화국
- Zorotypus javanicus Silvestri, 1913 – 인도네시아의 자바섬
- Zorotypus juninensis Engel, 2000 (Centrozoros hamiltoni의 이명으로 고려됨[10]) – 페루
- Zorotypus lawrencei New, 1995 – 크리스마스섬
- Zorotypus leleupi Weidner, 1976 – 에콰도르의 갈라파고스 제도
- Zorotypus longicercatus Caudell, 1927 – 자메이카
- Zorotypus newi (Chao & Chen, 2000) (=Formosozoros newi은 실제로는 미성숙한 집게벌레이다[11]) – 타이완
- Zorotypus sechellensis Zompro, 2005 – 세이셸
- Zorotypus swezeyi Caudell, 1922 – 미국의 하와이 제도

### 절멸 분류군
- 민벌레속 Silvestri, 1913
  - 민벌레아속 Silvestri, 1913
    - †Zorotypus (Zorotypus) absonus Engel, 2008 – 도미니카 공화국의 마이오세 호박석
    - †Zorotypus (Zorotypus) denticulatus Yin, Cai, & Huang, 2018 – 미얀마의 백악기 호박석
    - †Zorotypus (Zorotypus) dilaticeps Yin, Cai, Huang, & Engel, 2018 – 미얀마의 백악기 카친 호박석
    - †Zorotypus (Zorotypus) goeleti Engel & Grimaldi, 2002 – 도미니카 공화국의 마이오세 호박석
    - †Zorotypus (Zorotypus) mnemosyne Engel, 2008 – 도미니카 공화국의 마이오세 호박석

  - †옥토조로스아속(Octozoros) Engel, 2003
    - †Zorotypus (Octozoros) acanthothorax Engel & Grimaldi, 2002 – 미얀마의 백악기 카친 호박석
    - †Zorotypus (Octozoros) nascimbenei Engel & Grimaldi, 2002 – 미얀마의 백악기 카친 호박석
    - †Zorotypus (Octozoros) cenomanianus Yin, Cai, & Huang, 2018 – 미얀마의 백악기 카친 호박석
    - †Zorotypus (Octozoros) hudai Kaddumi, 2005 – 요르단의 백악기 호박석

  - †Zorotypus cretatus Engel & Grimaldi, 2002 – 미얀마의 백악기 카친 호박석
  - †Zorotypus oligophleps Liu, Zhang, Cai & Li, 2018
  - †Zorotypus robustus Liu, Zhang, Cai & Li, 2018
- †크세노조로티푸스속 (Xenozorotypus) Engel & Grimaldi, 2002
  - †Xenozorotypus burmiticus Engel & Grimaldi, 2002 – 미얀마의 백악기 카친 호박석

## 계통 분류
민벌레목의 계통 관련성은 논쟁으로 남아 있으며 규정하기 힘들다. 현재 형태학적 요소들을 기반으로 가장 지지받고 있는 상태는 민벌레목을 흰개미붙이목과 관련된 메뚜기 계열 곤충으로 인정한다는 것이다. 그러나, 18s 리보솜 DNA의 분자 분석은 망시상목과의 가까운 관련성을 지지하고 있다.
다음의 분기도는 Wipfler et al. 2019의 분자 계통에 기반한 것으로 민벌레목을 집게벌레목의 자매군으로 두고 있으며, 이들은 함께 나머지 메뚜기 계열 곤충군의 자매군을 형성한다.
|  | 민벌레목   |
|  |            |
|  | 집게벌레목 |
|  |            |

|  | 귀뚜라미붙이목 |
|  |                |
|  | 대벌레붙이목   |
|  |                |

|  | 대벌레목     |
|  |              |
|  | 흰개미붙이목 |
|  |              |

|  | 귀뚜라미붙이목 |
|  |                |
|  | 대벌레붙이목   |
|  |                |

|  | 대벌레목     |
|  |              |
|  | 흰개미붙이목 |
|  |              |

|  | 사마귀목 |
|  |          |
|  | 바퀴목   |
|  |          |

|  | 귀뚜라미붙이목 |
|  |                |
|  | 대벌레붙이목   |
|  |                |

|  | 대벌레목     |
|  |              |
|  | 흰개미붙이목 |
|  |              |

|  | 귀뚜라미붙이목 |
|  |                |
|  | 대벌레붙이목   |
|  |                |

|  | 대벌레목     |
|  |              |
|  | 흰개미붙이목 |
|  |              |

|  | 사마귀목 |
|  |          |
|  | 바퀴목   |
|  |          |

|  | 귀뚜라미붙이목 |
|  |                |
|  | 대벌레붙이목   |
|  |                |

|  | 대벌레목     |
|  |              |
|  | 흰개미붙이목 |
|  |              |

|  | 귀뚜라미붙이목 |
|  |                |
|  | 대벌레붙이목   |
|  |                |

|  | 대벌레목     |
|  |              |
|  | 흰개미붙이목 |
|  |              |

|  | 사마귀목 |
|  |          |
|  | 바퀴목   |
|  |          |

|  | 귀뚜라미붙이목 |
|  |                |
|  | 대벌레붙이목   |
|  |                |

|  | 대벌레목     |
|  |              |
|  | 흰개미붙이목 |
|  |              |

|  | 귀뚜라미붙이목 |
|  |                |
|  | 대벌레붙이목   |
|  |                |

|  | 대벌레목     |
|  |              |
|  | 흰개미붙이목 |
|  |              |

|  | 사마귀목 |
|  |          |
|  | 바퀴목   |
|  |          |

|  | 귀뚜라미붙이목 |
|  |                |
|  | 대벌레붙이목   |
|  |                |

|  | 대벌레목     |
|  |              |
|  | 흰개미붙이목 |
|  |              |

|  | 귀뚜라미붙이목 |
|  |                |
|  | 대벌레붙이목   |
|  |                |

|  | 대벌레목     |
|  |              |
|  | 흰개미붙이목 |
|  |              |

|  | 사마귀목 |
|  |          |
|  | 바퀴목   |
|  |          |

|  | 귀뚜라미붙이목 |
|  |                |
|  | 대벌레붙이목   |
|  |                |

|  | 대벌레목     |
|  |              |
|  | 흰개미붙이목 |
|  |              |

|  | 귀뚜라미붙이목 |
|  |                |
|  | 대벌레붙이목   |
|  |                |

|  | 대벌레목     |
|  |              |
|  | 흰개미붙이목 |
|  |              |

|  | 사마귀목 |
|  |          |
|  | 바퀴목   |
|  |          |

|  | 귀뚜라미붙이목 |
|  |                |
|  | 대벌레붙이목   |
|  |                |

|  | 대벌레목     |
|  |              |
|  | 흰개미붙이목 |
|  |              |

|  | 귀뚜라미붙이목 |
|  |                |
|  | 대벌레붙이목   |
|  |                |

|  | 대벌레목     |
|  |              |
|  | 흰개미붙이목 |
|  |              |

|  | 사마귀목 |
|  |          |
|  | 바퀴목   |
|  |          |

|  | 귀뚜라미붙이목 |
|  |                |
|  | 대벌레붙이목   |
|  |                |

|  | 대벌레목     |
|  |              |
|  | 흰개미붙이목 |
|  |              |

|  | 귀뚜라미붙이목 |
|  |                |
|  | 대벌레붙이목   |
|  |                |

|  | 대벌레목     |
|  |              |
|  | 흰개미붙이목 |
|  |              |

|  | 사마귀목 |
|  |          |
|  | 바퀴목   |
|  |          |

|  | 민벌레목   |
|  |            |
|  | 집게벌레목 |
|  |            |

|  | 귀뚜라미붙이목 |
|  |                |
|  | 대벌레붙이목   |
|  |                |

|  | 대벌레목     |
|  |              |
|  | 흰개미붙이목 |
|  |              |

|  | 귀뚜라미붙이목 |
|  |                |
|  | 대벌레붙이목   |
|  |                |

|  | 대벌레목     |
|  |              |
|  | 흰개미붙이목 |
|  |              |

|  | 사마귀목 |
|  |          |
|  | 바퀴목   |
|  |          |

|  | 귀뚜라미붙이목 |
|  |                |
|  | 대벌레붙이목   |
|  |                |

|  | 대벌레목     |
|  |              |
|  | 흰개미붙이목 |
|  |              |

|  | 귀뚜라미붙이목 |
|  |                |
|  | 대벌레붙이목   |
|  |                |

|  | 대벌레목     |
|  |              |
|  | 흰개미붙이목 |
|  |              |

|  | 사마귀목 |
|  |          |
|  | 바퀴목   |
|  |          |

|  | 귀뚜라미붙이목 |
|  |                |
|  | 대벌레붙이목   |
|  |                |

|  | 대벌레목     |
|  |              |
|  | 흰개미붙이목 |
|  |              |

|  | 귀뚜라미붙이목 |
|  |                |
|  | 대벌레붙이목   |
|  |                |

|  | 대벌레목     |
|  |              |
|  | 흰개미붙이목 |
|  |              |

|  | 사마귀목 |
|  |          |
|  | 바퀴목   |
|  |          |

|  | 귀뚜라미붙이목 |
|  |                |
|  | 대벌레붙이목   |
|  |                |

|  | 대벌레목     |
|  |              |
|  | 흰개미붙이목 |
|  |              |

|  | 귀뚜라미붙이목 |
|  |                |
|  | 대벌레붙이목   |
|  |                |

|  | 대벌레목     |
|  |              |
|  | 흰개미붙이목 |
|  |              |

|  | 사마귀목 |
|  |          |
|  | 바퀴목   |
|  |          |

|  | 귀뚜라미붙이목 |
|  |                |
|  | 대벌레붙이목   |
|  |                |

|  | 대벌레목     |
|  |              |
|  | 흰개미붙이목 |
|  |              |

|  | 귀뚜라미붙이목 |
|  |                |
|  | 대벌레붙이목   |
|  |                |

|  | 대벌레목     |
|  |              |
|  | 흰개미붙이목 |
|  |              |

|  | 사마귀목 |
|  |          |
|  | 바퀴목   |
|  |          |

|  | 귀뚜라미붙이목 |
|  |                |
|  | 대벌레붙이목   |
|  |                |

|  | 대벌레목     |
|  |              |
|  | 흰개미붙이목 |
|  |              |

|  | 귀뚜라미붙이목 |
|  |                |
|  | 대벌레붙이목   |
|  |                |

|  | 대벌레목     |
|  |              |
|  | 흰개미붙이목 |
|  |              |

|  | 사마귀목 |
|  |          |
|  | 바퀴목   |
|  |          |

|  | 귀뚜라미붙이목 |
|  |                |
|  | 대벌레붙이목   |
|  |                |

|  | 대벌레목     |
|  |              |
|  | 흰개미붙이목 |
|  |              |

|  | 귀뚜라미붙이목 |
|  |                |
|  | 대벌레붙이목   |
|  |                |

|  | 대벌레목     |
|  |              |
|  | 흰개미붙이목 |
|  |              |

|  | 사마귀목 |
|  |          |
|  | 바퀴목   |
|  |          |

|  | 귀뚜라미붙이목 |
|  |                |
|  | 대벌레붙이목   |
|  |                |

|  | 대벌레목     |
|  |              |
|  | 흰개미붙이목 |
|  |              |

|  | 귀뚜라미붙이목 |
|  |                |
|  | 대벌레붙이목   |
|  |                |

|  | 대벌레목     |
|  |              |
|  | 흰개미붙이목 |
|  |              |

|  | 사마귀목 |
|  |          |
|  | 바퀴목   |
|  |          |

## 참고 문헌
- Costa JT 2006 Psocopera and Zoraptera. In: Costa JT The other Insect Societies. The Belknap Press of Harvard University Press, Cambridge, MA and London, UK pp 193–211
- Grimaldi, D. and Engel, M.S. (2005). 《Evolution of the Insects》. Cambridge University Press. ISBN 0-521-82149-5.
- Hubbard, M D (1990) A Catalog of the Order Zoraptera (Insecta). Insecta Mundi 4(1-4)
- Rafael, J.A.; Engel, M.S. (2006). “A new species of Zorotypus from Central Amazonia, Brazil (Zoraptera: Zorotypidae)”. 《American Museum Novitates》 3528: 1–11. doi:10.1206/0003-0082(2006)3528[1:ANSOZF]2.0.CO;2.
- Kaddumi, H.F. (2005). Amber of Jordan, the Oldest Prehistoric Insects in Fossilized Resin. Publications of the Eternal River Museum of Natural History, Amman. 168 pp.